# أنطونيو باتشيير إي مورالس
أنطونيو باتشيلير إي موراليس (هافانا، 7 يونيو 1812 - نفس المدينة، 10 يناير 1889) وُصف بأنه مؤرخ، وأستاذ جامعي، وصحفي، وبيبليوغراف، ومتخصص في دراسات أمريكا ما قبل الكولومبية. كُرّس اهتمامه لدراسة أمريكا ما قبل الغزو الأوروبي، وساهم في تطوير علم البيبليوغرافيا في كوبا وأمريكا اللاتينية.
عُدّ من بين القلائل من الكوبيين الذين ذُكر اسمهم بالتقدير خارج حدود وطنهم، إلى جانب كل من بياريلا، وساكو، وبوي، وأبييانيدا، وبلاصيدو.

## السنوات الأولى
وُلد أنطونيو باتشيير إي موراليس في شارع هافانا بمدينة هافانا، عاصمة كوبا. عُرف بأنه الابن الأكبر لأنطونيا موراليس إي نييث ديل كاستيو، وللضابط برتبة مقدم، غابرييل باتشيلير.
انتمى إلى عائلة عُرفت بعدد من الشخصيات البارزة، من بينهم عمّه الدكتور رافائيل باتشيلير إي مينا، الذي شغل منصب قاضٍ في محكمة الاستئناف في غوادالاخارا، المكسيك، وألّف تعليمات نُشرت في "مذكّرات الجمعية الاقتصادية الملكية في هافانا". كما برز الدكتور رافائيل ديل كاستيو إي سوكري، الذي عُرف بخطاباته، إلى جانب خوسيه ديل كاستيو، الذي عمل محررًا في صحيفة الباتريوتا أمريكانو، وهي الصحيفة التي نالت مديح العالِم الطبيعي الألماني ألكسندر فون هومبولت (1769-1859).
من بين أقاربه الآخرين الذين ذُكروا لتأثيرهم البارز: أندريس دي أرانغو، خوسيه أرانغو باريوس سيسكارا، وأناطاسيو كارييو أرانغو، الذي اشتهر بكتاباته ووطنية مواقفه.
أما حفيده، فكان الدكتور رايموندو دي كاسترو إي باتشيلير، الذي شغل منصب أستاذ كرسي في الطب الشرعي بجامعة هافانا، كما ترأس قسم الأدب، والتاريخ، والفنون الجميلة في الجمعية الاقتصادية لأصدقاء الوطن، وعُيّن أمينًا للأكاديمية الملكية للعلوم الطبية، والفيزيائية، والطبيعية في هافانا عام 1942.

## الدراسة
في طفولته وشبابه، تلقى أنطونيو باتشيير إي موراليس تعليمه في الكلية الملكية والمجمعية "سان كارلوس" (Real y Conciliar Colegio Seminario de San Carlos)، حيث تخرج في 17 مارس 1829، بعد أن قدّم استنتاجات علنية باللغة اللاتينية، مستندة إلى الكتب الكنسية.
التحق بالجامعة الملكية والحبرية في هافانا (Real y Pontificia Universidad de La Habana)، حيث تابع دراساته في مجالات المنطق، والميتافيزيقيا، والأخلاق. وفي عام 1831، حصل على شهادة البكالوريوس في القانون المدني، بدرجة امتياز.
وفي 12 مايو 1834، نال درجة البكالوريوس في القانون الكنسي، ثم حصل في ديسمبر 1837 على إجازة في القانون الكنسي أيضًا بدرجة امتياز.
في عام 1838، انتقل إلى مدينة بويرتو برينثيبي (المعروفة حاليًا باسم كاماغوي، وسط كوبا، على بُعد نحو 600 كيلومتر جنوب شرق هافانا)، وهناك، أمام محكمة مختصة تابعة للهيئة القضائية المحلية، حصل على لقب "محامٍ" بتقدير امتياز. وقد تم تثبيت الاعتراف بهذه الدرجة رسميًا في العام التالي، 1839.
ضمن تعدد اهتماماته، خُصص جانب من وقته للبحث في تاريخ أمريكا ما قبل الغزو الإسباني، حيث نشر عددًا من الأعمال المهمة، أبرزها: "الآثار الأمريكية" (Antigüedades americanas) و"كوبا البدائية" (Cuba primitiva).

## المنفى في الولايات المتحدة
اتّسم أنطونيو باتشيير إي موراليس بميله إلى الفكر الليبرالي سياسيًا، وكان من المدافعين عن مفهوم «الوحدة الأخلاقية» بين الأعراق. وُجد في موقع الأحداث بوصفه وطنيًا خلال أحداث مسرح بيّانويبا (Teatro Villanueva)، التي وُصفت بأنها عمل وحشي ودموي ارتُكب على يد المتطوعين الإسبان ضد الكريوليين المؤيدين للاستقلال، في 22 يناير 1869، وكذلك في مقهى اللوفر في هافانا.
ونظرًا لموقفه الوطني، وُضع موضع الشبهة من قِبل السلطات الاستعمارية الإسبانية، فغادر بلاده في العام نفسه مصطحبًا أسرته إلى مدينة نيويورك في الولايات المتحدة، حيث أقام لمدة تسع سنوات، حتى عام 1878.
من هناك، وُجّهت رسائل إلى صحيفة القرن التاسع عشر (El Siglo XIX) المكسيكية، احتوت على سردٍ لتفاصيل حرب السنوات العشر، وهي الصراع غير الناجح الذي خاضه الكوبيون لنيل الاستقلال من الإمبراطورية الإسبانية.
شارَك خلال إقامته في الولايات المتحدة بالكتابة في عدد من الدوريات الثقافية، مثل: العالم الجديد (El Mundo Nuevo)، أمريكا المصوّرة (La América Ilustrada)، متحف العائلات (Museo de las Familias)، والمربي الشعبي (Educador Popular). كما ساهم في تحرير سير ذاتية لكوبيين أمريكيين ضمن الموسوعة الكبرى "دائرة معارف أبلتون للسير الأمريكية" (Appletons' Cyclopædia of American Biography).
في عام 1872، نُشرت طبعتان من دليل مدينة نيويورك من تأليفه. وفي عام 1875، كتب مقدمة لأعمال الشاعر الكوبي خوسيه ماريا إيريديا (1803–1839)، والتي نُشرت في نيويورك.

## المناصب
في عام 1836، بدأ أنطونيو باتشيير إي موراليس مسيرته التعليمية أستاذًا لمادّتي الدين والقانون الطبيعي في معهد سان كارلوس (Seminario de San Carlos).
وفي عام 1838، عُيّن أمينًا لقسم التعليم في الجمعية الاقتصادية لأصدقاء الوطن (Sociedad Económica de Amigos del País). ثم تولّى في عام 1841 منصب مدير كرسي الاقتصاد السياسي في الجمعية نفسها. وفي العام ذاته، تولّى رئاسة الجمعية الأنثروبولوجية في جزيرة كوبا (Sociedad Antropológica de la Isla de Cuba).
انتمى إلى عدد من الهيئات العلمية المرموقة، منها:
الجمعية الأثرية في مدريد (Sociedad Arqueológica Matritense)،
جمعية التاريخ في نيويورك (Sociedad de Historia de Nueva York)،
الجمعية الاقتصادية في بويرتو ريكو (Sociedad Económica de Puerto Rico).
اعتبارًا من عام 1863، شغل منصب أستاذ الاقتصاد السياسي في معهد التعليم الثانوي في هافانا (Instituto de Segunda Enseñanza de La Habana)، حيث تولّى في عام 1868 منصب المدير.
كما تولّى لاحقًا عمادة كلية الفلسفة في جامعة هافانا.

## الأوسمة والتكريمات
خلال حياته، نال أنطونيو باتشيير إي موراليس عددًا من التمييزات العلمية الرفيعة، كان من أبرزها تعيينه «عضوًا ذا جدارة» في الجمعية الاقتصادية لأصدقاء الوطن، ومن ثمّ رُقّي إلى «عضو شرف» في الجمعية ذاتها.
في عام 1835، مُنح شهادة شرفية من أكاديمية القانون في سان فرناندو (Academia de Jurisprudencia de San Fernando)، تقديرًا لأدائه في تنفيذ برنامج عملي في مجال القانون. وقد حاز فيه على جائزة خلال مسابقة علنية نظّمتها الجمعية الاقتصادية لأصدقاء الوطن، وذلك عن عمله البحثي الموسوم بـ"مذكرة حول التجارة الحرة للتبغ الخام"(Memoria sobre el libre tráfico del tabaco en rama).
وفي عام 1845، عُيّن عضوًا مراسلًا في أكاديمية العُلماء الأثريين في شمال أوروبا (Academia de Anticuarios del Norte de Europa). كما اعتُبر عضوًا ذا جدارة في الجمعية الأنثروبولوجية لجزيرة كوبا.

### الوفاة
تُوفي أنطونيو باتشيلير إي موراليس في مدينة هافانا، في 10 يناير 1889.
فارس كوبي، وعاشق لأمريكا، ومؤرّخ مثالي، وعالم فقه لغة بارع، وعالم آثار شهير، وفيلسوف مواظب، ومربٍّ ودود، ومحامٍ عادل، وأديب مجتهد، ومصدر فخر لكوبا.

خوسيه مارتي

### الإرث والتكريم بعد الوفاة
منذ عام 1958، يُحتفى في كوبا بتاريخ ميلاد أنطونيو باتشيير إي موراليس، الموافق لـ7 يونيو، بوصفه "يوم أمناء المكتبات" (Día del Bibliotecario). ويُعد هذا الاحتفال اعترافًا بمكانته الرائدة في ميدان البيبليوغرافيا والعمل التوثيقي في كوبا وأمريكا اللاتينية.
وفي عام 1995، قامت كل من:
الجمعية الكوبية لعلوم المعلومات (Sociedad Cubana de Ciencias de la Información – SOCICT)، التي تضم المختصين في مجال المعلومات العلميّة والتقنيّة، و
جمعية أمناء المكتبات الكوبية (Asociación Cubana de Bibliotecarios – ASCUBI)
بإنشاء وسام تذكاري باسم "أنطونيو باتشيير إي موراليس". يُمنح هذا الوسام للأفراد والمؤسسات التي أظهرت إسهامات متميزة في مجال العمل المكتبي والمعلوماتي، تقديرًا لجهودهم ومساهماتهم في تطوير هذا المجال الحيوي.

## الأعمال الرئيسية
شكّلت مؤلفات أنطونيو باتشيير إي موراليس مرجعًا أساسيًا في تاريخ الفكر الكوبي والهسبانوأمريكي، حيث امتد تأثيره ليشمل مجالات متعددة مثل التاريخ، الأدب، الفلسفة، الاقتصاد، والأنثروبولوجيا. وتُعد أعماله جزءًا من الذاكرة الثقافية والعلمية لكوبا وأمريكا اللاتينية.
أبرز مساهماته:
من بين أبرز مؤلفاته، تبرز "ملاحظات لتاريخ الآداب والتعليم العام في جزيرة كوبا" (Apuntes para la Historia de las Letras y de la Instrucción Pública en la isla de Cuba)، التي نُشرت بين عامي 1859 و1861. وتُعدّ هذه الدراسة من أهم الإسهامات في ميدان البيبليوغرافيا الهسبانوأمريكية، كما تُمثّل تحليلًا معمّقًا للتقدّم الحضاري الذي شهدته كوبا.
قدّم أيضًا أبحاثًا مهمة ذات طابع اجتماعي واقتصادي، تناولت موضوعات مثل تجارة الرق، وحرية التجارة، ومشكلات الزراعة في الجزيرة.
ظهرت مقالاته في جميع المطبوعات الكوبية الكبرى في زمانه.
خلال سنوات منفاه في الولايات المتحدة (1869–1878)، نشر مقالات في عدة منابر صحفية أمريكية. من أبرزها مقاله «كوبا» (Cuba)، الذي نُشر في موسوعة أبلتون الأمريكية (Appletons' Cyclopædia of American Biography).
قائمة بأهم أعماله المنشورة:
1835: Ocios Juveniles – أولى قصائده الشعرية، نُشرت في هافانا.
1845: Antigüedades americanas – نُشرت في مكتب "الفارو إندستريال" في هافانا، تُعد من أوائل أعماله حول أمريكا ما قبل الكولومبية.
1856: Prontuario de agricultura para el uso de los labradores y hacendados de la Isla de Cuba – دليل زراعي عملي لمزارعي ومُلاّك كوبا.
1857: Elementos de filosofía del Derecho o curso de Derecho natural – تناول فلسفة القانون والطبيعة القانونية.
1859–1861: Apuntes para la Historia de las Letras y de la Instrucción Pública en la isla de Cuba – مؤلفه الأشهر والأكثر تأثيرًا في المجال الثقافي والتعليمي.
1883: Cuba primitiva: Origen, lenguas, tradiciones e historia de los Indios de las Antillas Mayores y las Lucayas – دراسة أنثروبولوجية حول السكان الأصليين في الكاريبي.
1883: Cuba: Monografía histórica sobre la pérdida de La Habana hasta la Restauración Española – تأريخ لفترة فقدان هافانا وإعادة السيطرة الإسبانية عليها.
تُحفظ نسخ من أعماله في مكتبة آستور (Astor Library) في مدينة نيويورك، مما يدل على الاعتراف العالمي بقيمتها العلمية والتاريخية.